# 박수인
박수인은 대한민국의 배우이다.

## 학력
- 혜화여자고등학교 (졸업)
- 동아방송예술대학교 방송연예과 전문학사 (졸업)

## 출연 작품

### 방송
- 2012년 《드라마 스페셜 연작시리즈 - 강철본색》 ... 화선 역
- 2008년 《며느리와 며느님》 ... 이유정 역

### 영화
- 2022년 《홀덤킹:에어라인》 ... 영서역

- 2019년 《아직 사랑하고 있습니까?》 ... 손영지 역

- 2016년 《형》 ... 클럽섹시녀 역

- 2014년 《귀접》 ... 연희 역
- 2002년 《몽정기》 ... 우유 여학생 역

### 연극
- 2023년 《사랑이 뭐길래!》 ... 수희 역

- 2016년 《서툰사람들》 ... 유화이 역